# Уэллс, Клаудия
Кла́удия Уэ́ллс (англ. Claudia Wells; род. 5 июля 1966 года, Куала-Лумпур, Малайзия) — американская актриса.

## Биография
Клаудия Уэллс родилась в Куала-Лумпуре, Малайзия. Выросла в Сан-Франциско, штат Калифорния. Карьеру в кинематографе начала в 1979 году со съёмок в различных телесериалах. Успех пришёл к Клаудии после фильма «Назад в будущее» (1985), где она сыграла роль Дженнифер Паркер, девушки главного героя, Марти Макфлая. Клаудия не смогла вновь исполнить эту роль в последующих частях трилогии по причине болезни матери, которой поставили диагноз рак. В результате роль Дженнифер была отдана актрисе Элизабет Шу.
Кроме того, в 1985 году Клаудия снялась в музыкальном видеоклипе «Stop the Madness», которое являлось частью кампании по борьбе с наркотиками. В съёмках видеоклипа приняли участие несколько известных спортсменов, музыкантов и актёров. С 1986 года в карьере Клаудии наступил длительный перерыв.
С 1991 года Клаудия является владелицей бутика «Armani Wells», который расположен в Студио-Сити (англ. Studio City), Лос-Анджелес.
У Клаудии есть сын, Себастьян.
В 1996 году Клаудия вернулась в кино для съёмок в фильме «Still Waters Burn», который вышел в 2008 году на DVD. В 2011 году озвучила 2 эпизода игры Back to the Future: The Game.
В октябре 2015 года Уэллс повторила роль Дженнифер Паркер в короткометражном видео «Озеро» (англ. The Lake) в качестве рекламы официальных мероприятий «We’re Going Back», посвящённых празднованию дня «Назад в будущее» («Back to the Future Day»).

## Фильмография
| Год       |     | Русское название                                        | Оригинальное название                                   | Роль                      |
| --------- | --- | ------------------------------------------------------- | ------------------------------------------------------- | ------------------------- |
| 1979      | с   | Семья                                                   | Family                                                  | Дениз / Барбара Коллинз   |
| 1981      | с   |                                                         | Rise and Shine                                          | Пэтси Д’Аллисандро        |
| 1981      | с   |                                                         | Strike Force                                            | Пэтти                     |
| 1982      | с   |                                                         | Herbie, the Love Bug                                    | Джули Маклейн             |
| 1982      | с   |                                                         | Lovers and Other Strangers                              | Мэри Клэр Дельвеккио      |
| 1984      | с   | Слава                                                   | Fame                                                    | Мария                     |
| 1984      | тф  | Анатомия болезни                                        | Anatomy of an Illness                                   | Сара                      |
| 1984—1985 | с   |                                                         | Off the Rack                                            | Шеннон Халлоран           |
| 1984—1986 | с   | CBS Особенные школьные каникулы                         | CBS Schoolbreak Special                                 | Лиза / Венди              |
| 1985      | с   | Охотник Джон                                            | Trapper John, M.D.                                      | Кэнди                     |
| 1985      | с   | Саймон и Саймон                                         | Simon & Simon                                           | Фиби Гласс                |
| 1985      | ф   | Назад в будущее                                         | Back to the Future                                      | Дженнифер Паркер          |
| 1985      | тф  |                                                         | Able to Do                                              | девушка                   |
| 1986      | с   | Беспечные времена                                       | Fast Times                                              | Линда Барретт             |
| 1986      | с   | Братья                                                  | Brothers                                                | Сара                      |
| 2008      | ф   |                                                         | Still Waters Burn                                       | Лаура Харпер              |
| 2011      | ки  | Back to the Future: The Game. Episode 3: Citizen Brown  | Back to the Future: The Game. Episode 3: Citizen Brown  | Дженнифер Паркер, озвучка |
| 2011      | ки  | Back to the Future: The Game. Episode 4: Double Visions | Back to the Future: The Game. Episode 4: Double Visions | Дженнифер Паркер, озвучка |
| 2011      | ф   | Армагеддон пришельцев                                   | Alien Armageddon                                        | Эйлин Дэйли               |
| 2011      | с   | Менталист                                               | The Mentalist                                           | Марни Грин                |
| 2013      | кор | Ты не одинока                                           | You Are Not Alone                                       | мама Кристины             |
| 2013      | кор | Макс                                                    | Max                                                     | мама                      |
| 2014      | кор |                                                         | Zero Impact Home                                        | Future Petal              |
| 2014      | ф   | Звездный крейсер: Восстание                             | Starship: Rising                                        | капитан Сэвэдж            |
| 2015      | ф   | Под защитой                                             | Executive Protection                                    | Пэм Трэвис                |
| 2015      | с   | Возвращение детей                                       | The Comeback Kids                                       | Клаудиа Уэллс             |
| 2015      | ки  | Back to the Future: The Game — 30th Anniversary Edition | Back to the Future: The Game — 30th Anniversary Edition | Дженнифер Паркер, озвучка |
| 2015      | кор | Назад в будущее 2015                                    | Back to the 2015 Future                                 | Дженнифер Паркер          |
| 2017      | ф   |                                                         | Vitals                                                  | Маргарет Паркс            |
| 2018      | ф   | Куинн                                                   | Quinn                                                   | Ронни                     |

## Награды и номинации
| Год  | Награда       | Категория                                               | Работа                          | Результат |
| ---- | ------------- | ------------------------------------------------------- | ------------------------------- | --------- |
| 1985 | Молодой актёр | Best Young Actress in a Family Film Made for Television | Анатомия болезни                | Номинация |
| 1987 | Молодой актёр | Michael Landon Award                                    | CBS Особенные школьные каникулы | Победа    |